# Флаг Эммаусского сельского поселения
Флаг муниципального образования Эмма́усское сельское поселение Калининского района Тверской области Российской Федерации — опознавательно-правовой знак, служащий официальным символом муниципального образования.

## Описание
«Прямоугольное полотнище с соотношением сторон 2:3, воспроизводящее композицию муниципального герба в красном и жёлтом цвета».
Геральдическое описание герба гласит: «В понижено четверочастном червлёно-золотом поле поверх деления узорчатый крест, сопровождаемый безантами-шарами в углах и сопровождённый во главе вписанной по сторонам полосой в виде рутового венка без обода и с пробитыми листьями; все фигуры — переменных цветов».

## Символика
Название сельского поселения было дано тверским епископом в 1750 году, из-за совпадения расстояний библейского Эммауса и тверского Эммауса, соответственно до Иерусалима и Твери. Поэтому связь с библейским Эммаусом через совпадение названий является главной темой флага.
В основе флага лежит крест, который сопровождается между концами четырьмя безантами, символизирующими богатство и хлеб. Сам крест является символом победы и связи между прошлым и будущим и напоминанием о том, что село выросло из Спасо-Яминского мужского монастыря. Цветовая гамма соответствует тверским геральдическим цветам и символизирует две эпохи, в которых может меняться цвет (как на кресте), но не сам крест, являющийся символом вечности.
Орнамент, расположенный вверху герба (лепестки тверской короны) означает связь с флагом Калининского района. Кроме того, полоса символизирует федеральную трассу Москва—Петербург, на которой расположен посёлок.